# Тапакуло біловолий
Тапакуло біловолий (Eleoscytalopus indigoticus) — вид горобцеподібних птахів родини галітових (Rhinocryptidae).

## Поширення
Ендемік Бразилії. Поширений по всій південно-східній Бразилії від Баїї на південь до центральної Парани, східної частини Санта-Катаріни та крайнього північного сходу Ріо-Гранде-ду-Сул. Мешкає в підліску і на узліссях атлантичного лісу до 1500 метрів над рівнем моря.

## Опис
Дрібний птах, завдовжки 11,5 см. Ноги рожеві. Зверху і з боків птах блакитно-сірий, за оком може бути біла пляма. Горло і половина нижньої частини тіла білі, боки іржаві.